# Opinionsundersökningar inför riksdagsvalet i Sverige 2010
Opinionsmätningar inför riksdagsvalet i Sverige 2010 den 19 september utfördes av Demoskop, Novus Opinion, SCB, Sentio, Sifo, Skop, Synovate (tidigare TEMO) och United Minds. På valdagen gjorde SVT sin vallokalsundersökning.

## Opinionen
Efter valet i september 2006 tappade regeringen kraftigt i stöd, de rödgröna hade då ett stort övertag i opinionen. Som mest ledde oppositionen med 19,4 procentenheter enligt Sifos mätning i februari 2008. Därefter ökade stödet för Alliansen. Under sommaren 2009 var det jämnt mellan blocken, tills december 2009 då de rödgröna kraftigt drog ifrån i opinionen. Därefter vände det igen och den 8 augusti har Alliansen ett övertag i opinionen inför valspurten.   														

## Mätningar

### Demoskop
| Period         | Regeringen | Regeringen | Regeringen | Regeringen | Oppositionen | Oppositionen | Oppositionen | Oppositionen | Övriga |         | Alliansen (M, FP, C, KD) | Rödgröna partierna (S, MP, V) | Blockskillnad | Ref. |
| Period         | M          | FP         | C          | KD         | S            | MP           | V            | SD           | Övriga |         | Alliansen (M, FP, C, KD) | Rödgröna partierna (S, MP, V) | Blockskillnad | Ref. |
| Period         |            |            |            |            |              |              |              |              | Övriga |         |                          |                               | Blockskillnad | Ref. |
| Valet 2006     | 26,2 %     | 7,5 %      | 7,9 %      | 6,6 %      | 35,0 %       | 5,2 %        | 5,9 %        | 2,9 %        | 2,7 %  | 48,2 %  | 46,1 %                   | 2,1 %                         | [ 2 ]         |      |
| Juni 2007      | 30,1 %     | 7,2 %      | 6,1 %      | 3,8 %      | 37,7 %       | 8,2 %        | 3,6 %        | N/A          | 3,3 %  | 47,2 %  | 49,5 %                   | 2,3 %                         |               |      |
| Augusti 2007   | 27,0 %     | 5,6 %      | 5,2 %      | 3,5 %      | 44,0 %       | 5,9 %        | 6,1 %        | N/A          | 2,7 %  | 41,3 %  | 56,0 %                   | 14,7 %                        |               |      |
| Februari 2008  | 25,1 %     | 5,8 %      | 6,3 %      | 3,9 %      | 43,6 %       | 5,7 %        | 5,6 %        | 3,2 %        | 0,9 %  | 41,1 %  | 54,9 %                   | 13,8 %                        |               |      |
| Maj 2008       | 21,9 %     | 6,3 %      | 6,0 %      | 3,8 %      | 44,1 %       | 6,8 %        | 5,9 %        | 4,2 %        | 1,0 %  | 38,0 %  | 56,8 %                   | 18,8 %                        |               |      |
| Juni 2008      | 22,0 %     | 7,7 %      | 6,3 %      | 4,5 %      | 44,4 %       | 6,8 %        | 4,6 %        | 2,5 %        | 1,3 %  | 40,5 %  | 55,8 %                   | 15,3 %                        |               |      |
| Juli 2008      | 24,4 %     | 6,3 %      | 5,4 %      | 3,1 %      | 43,5 %       | 6,9 %        | 5,8 %        | 2,6 %        | 2,1 %  | 39,2 %  | 56,2 %                   | 17,0 %                        |               |      |
| Augusti 2008   | 25,1 %     | 7,6 %      | 5,0 %      | 3,3 %      | 40,8 %       | 7,7 %        | 6,4 %        | 3,1 %        | 1,0 %  | 41,0 %  | 54,9 %                   | 13,9 %                        |               |      |
| September 2008 | 24,1 %     | 8,1 %      | 4,5 %      | 3,2 %      | 45,6 %       | 5,6 %        | 6,2 %        | 2,1 %        | 0,6 %  | 39,8 %  | 57,5 %                   | 17,7 %                        |               |      |
| Oktober 2008   | 28,4 %     | 4,9 %      | 4,5 %      | 3,2 %      | 44,9 %       | 4,8 %        | 4,3 %        | 4,5 %        | 0,5 %  | 41,0 %  | 54,0 %                   | 13,0 %                        |               |      |
| November 2008  | 29,0 %     | 6,4 %      | 5,4 %      | 4,4 %      | 39,1 %       | 5,7 %        | 5,7 %        | 3,4 %        | 0,9 %  | 45,2 %  | 50,5 %                   | 5,3 %                         |               |      |
| December 2008  | 29,1 %     | 6,8 %      | 4,0 %      | 3,2 %      | 39,7 %       | 6,3 %        | 7,7 %        | 2,3 %        | 1,0 %  | 43,1 %  | 53,7 %                   | 10,6 %                        |               |      |
| Januari 2009   | 31,5 %     | 6,1 %      | 5,2 %      | 2,5 %      | 38,1 %       | 6,6 %        | 6,8 %        | 2,5 %        | 0,6 %  | 45,3 %  | 51,5 %                   | 6,2 %                         |               |      |
| Februari 2009  | 29,0 %     | 6,5 %      | 5,0 %      | 4,2 %      | 40,2 %       | 6,6 %        | 5,2 %        | 2,3 %        | 1,1 %  | 44,7 %  | 52,0 %                   | 7,3 %                         |               |      |
| Mars 2009      | 26,5 %     | 8,4 %      | 6,0 %      | 3,6 %      | 39,5 %       | 6,0 %        | 7,2 %        | 2,1 %        | 0,7 %  | 44,5 %  | 52,7 %                   | 8,2 %                         |               |      |
| April 2009     | 35,5 %     | 7,3 %      | 3,4 %      | 3,8 %      | 30,9 %       | 7,5 %        | 6,8 %        | 4,2 %        | 0,6 %  | 50,0 %  | 45,2 %                   | 4,8 %                         |               |      |
| Maj 2009       | 34,5 %     | 5,4 %      | 4,3 %      | 3,7 %      | 34,2 %       | 6,6 %        | 6,1 %        | 3,4 %        | 1,8 %  | 47,9 %  | 46,9 %                   | 1,0 %                         |               |      |
| Augusti 2009   | 26,7 %     | 8,4 %      | 5,5 %      | 4,4 %      | 36,3 %       | 8,1 %        | 5,3 %        | 3,7 %        | 1,6 %  | 45,0 %  | 49,7 %                   | 4,7 %                         |               |      |
| September 2009 | 29,8 %     | 6,0 %      | 5,1 %      | 4,2 %      | 34,0 %       | 8,0 %        | 6,8 %        | 3,2 %        | 2,9 %  | 45,1 %  | 48,8 %                   | 3,7 %                         |               |      |
| Oktober 2009   | 29,0 %     | 7,8 %      | 5,0 %      | 4,7 %      | 34,6 %       | 7,8 %        | 4,8 %        | 3,9 %        | 2,4 %  | 46,5 %  | 47,2 %                   | 0,7 %                         |               |      |
| November 2009  | 30,2 %     | 6,2 %      | 4,9 %      | 4,1 %      | 35,0 %       | 9,1 %        | 4,6 %        | 4,7 %        | 1,2 %  | 45,4 %  | 48,7 %                   | 3,3 %                         |               |      |
| December 2009  | 26,7 %     | 6,7 %      | 4,9 %      | 4,7 %      | 34,3 %       | 9,8 %        | 5,3 %        | 5,3 %        | 2,4 %  | 43,0 %  | 49,4 %                   | 6,4 %                         |               |      |
| Januari 2010   | 27,4 %     | 7,4 %      | 3,1 %      | 3,9 %      | 37,1 %       | 10,3 %       | 3,8 %        | 5,0 %        | 2,0 %  | 34,8 %  | 47,4 %                   | 12,6 %                        |               |      |
| Februari 2010  | 29,9 %     | 6,4 %      | 5,1 %      | 4,8 %      | 35,2 %       | 7,6 %        | 6,2 %        | 3,8 %        | 1,0 %  | 46,2 %  | 49,0 %                   | 2,8 %                         |               |      |
| Mars 2010      | 27,3 %     | 7,2 %      | 4,7 %      | 5,3 %      | 34,4 %       | 10,6 %       | 5,1 %        | 4,3 %        | 1,0 %  | 44,6 %  | 50,2 %                   | 5,6 %                         |               |      |
| April 2010     | 28,1 %     | 7,6 %      | 4,2 %      | 3,7 %      | 35,6 %       | 11,3 %       | 5,4 %        | 3,2 %        | 0,7 %  | 43,7 %  | 52,4 %                   | 12,4 %                        |               |      |
| Maj 2010       | 30,6 %     | 9,0 %      | 4,2 %      | 5,4 %      | 33,8 %       | 8,8 %        | 4,8 %        | 2,1 %        | 1,3 %  | 49,2 %  | 47,4 %                   | 1,8 %                         |               |      |
| Juni 2010      | 34,5 %     | 7,6 %      | 4,8 %      | 4,0 %      | 29,9 %       | 9,8 %        | 4,6 %        | 3,3 %        | 1,5 %  | 50,9 %  | 44,3 %                   | 6,6 %                         |               |      |
| Juli 2010      | 32,1 %     | 7,0 %      | 5,3 %      | 4,7 %      | 30,6 %       | 8,9 %        | 4,7 %        | 4,5 %        | 2,2 %  | 49,1 %  | 44,2 %                   | 4,9 %                         |               |      |
| Valet 2010     | 30,06 %    | 7,06 %     | 6,56 %     | 5,60 %     | 30,66 %      | 7,34 %       | 5,60 %       | 5,70 %       | 1,43 % | 49,28 % | 43,60 %                  | +5,68 %                       | [ 3 ]         |      |

Källa: Demoskop 

### Novus Opinion
| Period            | Regeringen | Regeringen | Regeringen | Regeringen | Oppositionen | Oppositionen | Oppositionen | Oppositionen | Övriga |         | Alliansen (M, FP, C, KD) | Rödgröna partierna (S, MP, V) | Blockskillnad | Ref. |
| Period            | M          | FP         | C          | KD         | S            | MP           | V            | SD           | Övriga |         | Alliansen (M, FP, C, KD) | Rödgröna partierna (S, MP, V) | Blockskillnad | Ref. |
| Period            |            |            |            |            |              |              |              |              | Övriga |         |                          |                               | Blockskillnad | Ref. |
| Valet 2006        | 26,2 %     | 7,5 %      | 7,9 %      | 6,6 %      | 35,0 %       | 5,2 %        | 5,9 %        | 2,9 %        | 2,7 %  | 48,2 %  | 46,1 %                   | 2,1 %                         | [ 2 ]         |      |
| Januari 2007      | 26,2 %     | 5,6 %      | 5,6 %      | 4,5 %      | 40,5 %       | 6,1 %        | 6,0 %        | 3,6 %        | 1,9 %  | 41,9 %  | 52,6 %                   | 10,7 %                        |               |      |
| Augusti 2007      | 23,9 %     | 6,9 %      | 6,2 %      | 3,4 %      | 40,4 %       | 6,7 %        | 6,8 %        | 3,5 %        | 2,1 %  | 40,4 %  | 53,9 %                   | 13,5 %                        |               |      |
| Januari 2008      | 20,4 %     | 6,7 %      | 6,3 %      | 4,1 %      | 43,6 %       | 6,1 %        | 6,3 %        | 3,1 %        | 3,4 %  | 37,5 %  | 56,0 %                   | 18,5 %                        |               |      |
| Augusti 2008      | 21,3 %     | 6,7 %      | 6,2 %      | 4,9 %      | 42,4 %       | 6,6 %        | 5,9 %        | 3,7 %        | 2,2 %  | 39,1 %  | 54,9 %                   | 15,8 %                        |               |      |
| Januari 2009      | 25,5 %     | 6,1 %      | 5,7 %      | 5,1 %      | 38,8 %       | 7,6 %        | 6,7 %        | 3,0 %        | 1,6 %  | 42,4 %  | 53,1 %                   | 10,7 %                        |               |      |
| Augusti 2009      | 25,5 %     | 7,8 %      | 6,3 %      | 4,6 %      | 33,7 %       | 9,0 %        | 5,9 %        | 4,6 %        | 2,7 %  | 44,2 %  | 48,6 %                   | 5,5 %                         |               |      |
| Oktober 2009      | 26,9 %     | 6,8 %      | 6,2 %      | 4,3 %      | 36,4 %       | 8,6 %        | 4,7 %        | 4,0 %        | 2,1 %  | 44,2 %  | 49,7 %                   | 5,5 %                         |               |      |
| November 2009     | 28,2 %     | 6,6 %      | 5,5 %      | 4,7 %      | 33,4 %       | 8,9 %        | 5,7 %        | 5,4 %        | 1,5 %  | 45,0 %  | 48,0 %                   | 3,0 %                         |               |      |
| December 2009     | 25,9 %     | 7,4 %      | 5,5 %      | 3,7 %      | 34,2 %       | 10,9 %       | 6,4 %        | 4,9 %        | 1,2 %  | 42,5 %  | 51,5 %                   | 9,0 %                         |               |      |
| Januari 2010      | 26,1 %     | 6,2 %      | 5,2 %      | 4,4 %      | 35,5 %       | 11,3 %       | 5,0 %        | 4,4 %        | 2,0 %  | 41,9 %  | 51,8 %                   | 9,9 %                         |               |      |
| Februari 2010     | 29,4 %     | 6,9 %      | 4,3 %      | 3,9 %      | 34,1 %       | 9,5 %        | 5,6 %        | 4,5 %        | 1,8 %  | 44,5 %  | 49,2 %                   | 4,7 %                         |               |      |
| Mars 2010         | 26,9 %     | 6,1 %      | 5,4 %      | 4,2 %      | 35,8 %       | 9,9 %        | 6,0 %        | 4,3 %        | 1,4 %  | 42,6 %  | 51,7 %                   | 9,1 %                         |               |      |
| April 2010        | 28,1 %     | 6,4 %      | 4,9 %      | 4,8 %      | 35,8 %       | 9,7 %        | 4,5 %        | 3,6 %        | 2,3 %  | 44,2 %  | 50,0 %                   | 5,8 %                         |               |      |
| 12 maj 2010       | 31,2 %     | 6,3 %      | 4,9 %      | 4,1 %      | 33,6 %       | 8,3 %        | 5,6 %        | 4,6 %        | 1,5 %  | 46,5 %  | 47,5 %                   | 1,0 %                         |               |      |
| 27 maj 2010       | 30,3 %     | 6,1 %      | 5,3 %      | 4,5 %      | 32,5 %       | 8,5 %        | 6,9 %        | 4,0 %        | 1,9 %  | 46,2 %  | 47,9 %                   | 1,7 %                         |               |      |
| 9 juni 2010       | 32,1 %     | 5,7 %      | 5,2 %      | 3,9 %      | 31,5 %       | 9,9 %        | 5,0 %        | 4,8 %        | 1,8 %  | 47,0 %  | 46,4 %                   | 0,6 %                         |               |      |
| 23 juni 2010      | 31,1 %     | 4,8 %      | 5,7 %      | 4,3 %      | 32,5 %       | 9,1 %        | 5,5 %        | 4,7 %        | 2,2 %  | 46,0 %  | 47,2 %                   | 1,2 %                         |               |      |
| 18 augusti 2010   | 31,8 %     | 6,9 %      | 4,2 %      | 5,0 %      | 32,7 %       | 9,2 %        | 4,4 %        | 4,2 %        | 1,7 %  | 47,9 %  | 46,3 %                   | 1,6 %                         |               |      |
| 25 augusti 2010   | 31,4 %     | 6,6 %      | 5,1 %      | 5,8 %      | 30,3 %       | 9,0 %        | 5,3 %        | 4,7 %        | 1,7 %  | 48,9 %  | 44,6 %                   | 4,3 %                         |               |      |
| 19 september 2010 | 27,2 %     | 6,9 %      | 7,0 %      | 7,1 %      | 32,7 %       | 7,8 %        | 5,9 %        | 4,1 %        |        | 48,2 %  | 46,4 %                   | 1,8 %                         |               |      |
| Valet 2010        | 30,06 %    | 7,06 %     | 6,56 %     | 5,60 %     | 30,66 %      | 7,34 %       | 5,60 %       | 5,70 %       | 1,43 % | 49,28 % | 43,60 %                  | +5,68 %                       | [ 3 ]         |      |

Källor: , , , 

### SCB
| Period        | Regeringen | Regeringen | Regeringen | Regeringen | Oppositionen | Oppositionen | Oppositionen | Oppositionen | Övriga |         | Alliansen (M, FP, C, KD) | Rödgröna partierna (S, MP, V) | Blockskillnad | Ref. |
| Period        | M          | FP         | C          | KD         | S            | MP           | V            | SD           | Övriga |         | Alliansen (M, FP, C, KD) | Rödgröna partierna (S, MP, V) | Blockskillnad | Ref. |
| Period        |            |            |            |            |              |              |              |              | Övriga |         |                          |                               | Blockskillnad | Ref. |
| Valet 2006    | 26,2 %     | 7,5 %      | 7,9 %      | 6,6 %      | 35,0 %       | 5,2 %        | 5,9 %        | 2,9 %        | 2,8 %  | 48,2 %  | 46,1 %                   | 2,1 %                         | [ 2 ]         |      |
| November 2006 | 24,9 %     | 6,8 %      | 7,1 %      | 5,7 %      | 40,4%        | 5,5 %        | 5,4 %        | 2,7 %        | 1,5 %  | 44,5 %  | 51,5 %                   | 7,0 %                         |               |      |
| Maj 2007      | 23,9 %     | 5,9 %      | 6,5 %      | 4,4 %      | 45,0%        | 5,5 %        | 5,0 %        | 3,0 %        | 1,0 %  | 40,7 %  | 55,5 %                   | 14,8 %                        |               |      |
| November 2007 | 22,6 %     | 6,5 %      | 6,2 %      | 4,6 %      | 45,9%        | 5,2 %        | 5,1 %        | 2,9 %        | 1,0 %  | 39,9 %  | 56,2 %                   | 16,3 %                        |               |      |
| Maj 2008      | 22,4 %     | 6,8 %      | 6,2 %      | 4,6 %      | 44,7%        | 5,9 %        | 5,1 %        | 2,8 %        | 1,4 %  | 40,0 %  | 55,7 %                   | 15,7 %                        |               |      |
| November 2008 | 24,8 %     | 6,0 %      | 5,9 %      | 4,5 %      | 42,3%        | 6,1 %        | 5,7 %        | 3,2 %        | 1,5 %  | 41,2 %  | 54,1 %                   | 12,9 %                        |               |      |
| Maj 2009      | 29,9 %     | 5,5 %      | 5,5 %      | 4,3 %      | 36,6%        | 6,0 %        | 5,7 %        | 3,0 %        | 3,4 %  | 45,2 %  | 48,3 %                   | 3,1 %                         |               |      |
| November 2009 | 26,2 %     | 6,5 %      | 5,0 %      | 4,8 %      | 36,5%        | 8,4 %        | 5,1 %        | 5,1 %        | 2,4 %  | 42,5 %  | 50,0 %                   | 7,5 %                         |               |      |
| Maj 2010      | 29,2 %     | 5,8 %      | 4,6 %      | 4,5 %      | 33,8%        | 10,7 %       | 5,6 %        | 3,9 %        | 1,9 %  | 44,2 %  | 50,2 %                   | 6,0 %                         |               |      |
| Valet 2010    | 30,06 %    | 7,06 %     | 6,56 %     | 5,60 %     | 30,66 %      | 7,34 %       | 5,60 %       | 5,70 %       | 1,43 % | 49,28 % | 43,60 %                  | +5,68 %                       | [ 3 ]         |      |

Källa: 

### Sentio
| Period        | Regeringen | Regeringen | Regeringen | Regeringen | Oppositionen | Oppositionen | Oppositionen | Oppositionen | Övriga |         | Alliansen (M, FP, C, KD) | Rödgröna partierna (S, MP, V) | Blockskillnad | Ref. |
| Period        | M          | FP         | C          | KD         | S            | MP           | V            | SD           | Övriga |         | Alliansen (M, FP, C, KD) | Rödgröna partierna (S, MP, V) | Blockskillnad | Ref. |
| Period        |            |            |            |            |              |              |              |              | Övriga |         |                          |                               | Blockskillnad | Ref. |
| Valet 2006    | 26,2 %     | 7,5 %      | 7,9 %      | 6,6 %      | 35,0 %       | 5,2 %        | 5,9 %        | 2,9 %        | 2,8 %  | 48,2 %  | 46,1 %                   | 2,1 %                         | [ 2 ]         |      |
| November 2009 | 28,4 %     | 6,0 %      | 4,3 %      | 5,0 %      | 31,5 %       | 9,3 %        | 5,5 %        | 7,2 %        | 2,8 %  | 43,7 %  | 46,3 %                   | 2,6 %                         |               |      |
| December 2009 | 28,2 %     | 6,3 %      | 4,9 %      | 4,6 %      | 32,0 %       | 10,8 %       | 5,5 %        | 5,9 %        | 1,8 %  | 44,0 %  | 48,3 %                   | 4,3 %                         |               |      |
| Januari 2010  | 26,3 %     | 5,7 %      | 4,8 %      | 4,8 %      | 34,5 %       | 10,5 %       | 5,5 %        | 5,6 %        | 2,3 %  | 41,6 %  | 50,5 %                   | 8,9 %                         |               |      |
| Februari 2010 | 27,3 %     | 5,4 %      | 4,5 %      | 5,4 %      | 33,6 %       | 9,2 %        | 5,6 %        | 6,3 %        | 2,7 %  | 42,6 %  | 48,4 %                   | 5,8 %                         |               |      |
| Mars 2010     | 28,0 %     | 6,4 %      | 5,1 %      | 4,4 %      | 32,1 %       | 8,8 %        | 5,3 %        | 7,6 %        | 2,2 %  | 43,9 %  | 46,2 %                   | 2,3 %                         |               |      |
| April 2010    | 28,5 %     | 6,3 %      | 4,8 %      | 4,2 %      | 33,4 %       | 10,8 %       | 5,0 %        | 5,0 %        | 2,0 %  | 43,8 %  | 49,2 %                   | 5,4 %                         |               |      |
| Maj 2010      | 31,1 %     | 5,6 %      | 4,7 %      | 4,4 %      | 30,3 %       | 10,1 %       | 6,4 %        | 5,3 %        | 2,1 %  | 45,8 %  | 46,8 %                   | 1,0 %                         |               |      |
| Juni 2010     | 31,8 %     | 5,6 %      | 5,0 %      | 4,5 %      | 30,8 %       | 9,3 %        | 5,7 %        | 5,7 %        | 1,6 %  | 46,9 %  | 45,8 %                   | 1,1 %                         |               |      |
| Juli 2010     | 30,4 %     | 5,9 %      | 5,3 %      | 5,1 %      | 30,2 %       | 9,3 %        | 5,5 %        | 5,0 %        | 3,4 %  | 46,7 %  | 45,0 %                   | 1,7 %                         |               |      |
| Augusti 2010  | 31,4 %     | *          | *          | *          | 28,8 %       | *            | *            | 5,6 %        | *      | 49,5 %  | 42,7 %                   | 6,8 %                         |               |      |
| Valet 2010    | 30,06 %    | 7,06 %     | 6,56 %     | 5,60 %     | 30,66 %      | 7,34 %       | 5,60 %       | 5,70 %       | 1,43 % | 49,28 % | 43,60 %                  | +5,68 %                       | [ 3 ]         |      |

Källor:

### Sifo
| Period          | Regeringen      | Regeringen     | Regeringen     | Regeringen     | Oppositionen    | Oppositionen   | Oppositionen   | Oppositionen   | Övriga |         | Alliansen (M, FP, C, KD) | Rödgröna partierna (S, MP, V) | Blockskillnad | Ref. |
| Period          | M               | FP             | C              | KD             | S               | MP             | V              | SD             | Övriga |         | Alliansen (M, FP, C, KD) | Rödgröna partierna (S, MP, V) | Blockskillnad | Ref. |
| Period          |                 |                |                |                |                 |                |                |                | Övriga |         |                          |                               | Blockskillnad | Ref. |
| Valet 2006      | 26,2 %          | 7,5 %          | 7,9 %          | 6,6 %          | 35,0 %          | 5,2 %          | 5,9 %          | 2,9 %          | 2,7 %  | 48,2 %  | 46,1 %                   | 2,1 %                         | [ 2 ]         |      |
| Januari 2009    | 27,3 %          | 6,7 %          | 5,9 %          | 4,4 %          | 37,7 %          | 6,6 %          | 5,7 %          | 4,3 %          | 1,5 %  | 44,7 %  | 50,0 %                   | 5,3 %                         |               |      |
| Februari 2009   | 26,2 %          | 7,7 %          | 5,9 %          | 4,3 %          | 37,9 %          | 7,7 %          | 5,6 %          | 3,5 %          | 1,2 %  | 44,2 %  | 51,2 %                   | 7,0 %                         |               |      |
| Mars 2009       | 31,1 %          | 5,6 %          | 6,3 %          | 3,3 %          | 37,5 %          | 6,6 %          | 5,5 %          | 2,6 %          | 1,4 %  | 46,3 %  | 49,6 %                   | 3,3 %                         |               |      |
| April 2009      | 30,6 %          | 6,8 %          | 5,8 %          | 4,1 %          | 34,6 %          | 8,6 %          | 5,3 %          | 2,8 %          | 1,5 %  | 47,3 %  | 48,5 %                   | 1,2 %                         |               |      |
| Maj 2009        | 28,8 %          | 6,4 %          | 5,8 %          | 4,1 %          | 34,8 %          | 8,1 %          | 5,8 %          | 3,0 %          | 3,3 %  | 45,1 %  | 48,7 %                   | 3,6 %                         |               |      |
| Juni 2009       | 28,2 %          | 8,8 %          | 5,0 %          | 4,2 %          | 32,8 %          | 8,5 %          | 5,2 %          | 3,1 %          | 4,2 %  | 46,2 %  | 46,5 %                   | 0,3 %                         |               |      |
| Augusti 2009    | 27,6 %          | 6,8 %          | 6,1 %          | 4,7 %          | 32,8 %          | 9,2 %          | 6,1 %          | 4,2 %          | 2,5 %  | 45,2 %  | 48,1 %                   | 2,9 %                         |               |      |
| September 2009  | 29,0 %          | 7,3 %          | 5,0 %          | 3,7 %          | 34,0 %          | 9,5 %          | 5,5 %          | 3,9 %          | 2,7 %  | 45,0 %  | 49,0 %                   | 3,0 %                         |               |      |
| Oktober 2009    | 29,2 %          | 6,3 %          | 4,6 %          | 4,3 %          | 35,7 %          | 7,6 %          | 5,9 %          | 4,7 %          | 1,8 %  | 44,4 %  | 49,2 %                   | 4,8 %                         |               |      |
| November 2009   | 28,5 %          | 7,0 %          | 4,5 %          | 4,0 %          | 33,3 %          | 9,7 %          | 5,9 %          | 5,8 %          | 1,3 %  | 44,0 %  | 48,9 %                   | 4,9 %                         |               |      |
| December 2009   | 25,1 %          | 6,8 %          | 5,2 %          | 3,7 %          | 36,7 %          | 10,3 %         | 5,2 %          | 5,1 %          | 1,9 %  | 40,8 %  | 52,2 %                   | 11,4 %                        |               |      |
| Januari 2010    | 25,8 %          | 6,7 %          | 5,0 %          | 4,0 %          | 36,9 %          | 9,4 %          | 5,5 %          | 5,0 %          | 1,8 %  | 41,5 %  | 51,8 %                   | 10,3 %                        |               |      |
| Februari 2010   | 29,6 %          | 6,5 %          | 5,6 %          | 3,9 %          | 34,6 %          | 9,3 %          | 5,1 %          | 3,4 %          | 2,0 %  | 45,6 %  | 49,0 %                   | 3,4 %                         |               |      |
| Mars 2010       | 30,8 %          | 5,9 %          | 4,7 %          | 3,8 %          | 34,0 %          | 10,6 %         | 5,6 %          | 3,8 %          | 0,9 %  | 45,2 %  | 50,2 %                   | 5,3 %                         |               |      |
| April 2010      | 29,8 %          | 6,2 %          | 4,9 %          | 4,1 %          | 34,1 %          | 9,0 %          | 5,4 %          | 4,9 %          | 1,6 %  | 45,0 %  | 48,5 %                   | 3,5 %                         |               |      |
| Maj 2010        | 30,9 %          | 6,7 %          | 5,1 %          | 3,5 %          | 34,3 %          | 10,7 %         | 4,3 %          | 3,5 %          | 1,0 %  | 46,2 %  | 49,3 %                   | 3,1 %                         |               |      |
| Juni 2010       | 32,9 %          | 6,1 %          | 4,9 %          | 4,5 %          | 30,6 %          | 9,9 %          | 5,1 %          | 4,3 %          | 1,7 %  | 48,4 %  | 45,6 %                   | 2,8 %                         |               |      |
| 5–8 aug 2010    | 32,6 %          | 6,3 %          | 4,7 %          | 5,7 %          | 30,6 %          | 10,0 %         | 5,4 %          | 4,1 %          | 0,7 %  | 49,3 %  | 46,0 %                   | 3,3 %                         |               |      |
| 9–12 aug 2010   | 30,5 %          | 6,8 %          | 5,5 %          | 5,8 %          | 31,3 %          | 8,9 %          | 4,8 %          | 4,5 %          | 1,9 %  | 48,6 %  | 45,0 %                   | 3,6 %                         |               |      |
| 16–19 aug 2010  | 32,1 %          | 7,8 %          | 5,8 %          | 5,8 %          | 30,1 %          | 7,9 %          | 5,9 %          | 3,7 %          | 1,0 %  | 51,5 %  | 43,9 %                   | 7,6 %                         |               |      |
| 23–26 aug 2010  | 33,0 %          | 6,2 %          | 5,3 %          | 5,5 %          | 30,8 %          | 7,6 %          | 4,9 %          | 4,6 %          | 2,0 %  | 50,0 %  | 43,3 %                   | 6,7 %                         |               |      |
| 30/8–2/9 2010   | 31,7 %          | 7,2 %          | 6,7 %          | 4,5 %          | 28,7 %          | 9,7 %          | 5,3 %          | 3,6 %          | 2,7 %  | 50,1 %  | 43,7 %                   | 6,4 %                         |               |      |
| 6–9 sept 2010   | 31,4 %          | 8,8 %          | 4,8 %          | 6,7 %          | 28,7 %          | 7,1 %          | 6,2 %          | 4,6 %          | 1,9 %  | 51,7 %  | 42,0 %                   | 9,7 %                         |               |      |
| 15–16 sept 2010 | 30,0 % (±2,0 %) | 6,8 % (±1,1 %) | 6,6 % (±1,1 %) | 6,5 % (±1,1 %) | 30,3 % (±2,1 %) | 9,7 % (±1,3 %) | 5,3 % (±1,0 %) | 3,8 % (±0,9 %) | 1,2 %  | 49,9 %  | 45,3 %                   | 4,6 %                         |               |      |
| Valet 2010      | 30,06 %         | 7,06 %         | 6,56 %         | 5,60 %         | 30,66 %         | 7,34 %         | 5,60 %         | 5,70 %         | 1,43 % | 49,28 % | 43,60 %                  | +5,68 %                       | [ 3 ]         |      |

- Inom parentes den statistiska felmarginalen för den enskilda mätningen (1 941 personer tillfrågades)

Källor: , , 

### Skop
| Period     | Regeringen | Regeringen | Regeringen | Regeringen | Oppositionen | Oppositionen | Oppositionen | Oppositionen | Övriga |         | Alliansen (M, FP, C, KD) | Rödgröna partierna (S, MP, V) | Blockskillnad | Ref. |
| Period     | M          | FP         | C          | KD         | S            | MP           | V            | SD           | Övriga |         | Alliansen (M, FP, C, KD) | Rödgröna partierna (S, MP, V) | Blockskillnad | Ref. |
| Period     |            |            |            |            |              |              |              |              | Övriga |         |                          |                               | Blockskillnad | Ref. |
| Valet 2006 | 26,2 %     | 7,5 %      | 7,9 %      | 6,6 %      | 35,0 %       | 5,2 %        | 5,9 %        | 2,9 %        | 2,8 %  | 48,2 %  | 46,1 %                   | 2,1 %                         | [ 2 ]         |      |
| Mars 2010  | 28,9 %     | 6,6 %      | 3,9 %      | 4,9 %      | 32,1 %       | 10,8 %       | 6,8 %        | 2,7 %        | 3,3 %  | 44,3 %  | 49,7 %                   | 3,5 %                         |               |      |
| April 2010 | 28,1 %     | 7,0 %      | 5,2 %      | 4,6 %      | 33,6 %       | 10,3 %       | 4,5 %        | 5,0 %        | 1,8 %  | 44,9 %  | 48,4 %                   | 5,4 %                         |               |      |
| Maj 2010   | 30,3 %     | 6,0 %      | 5,0 %      | 4,0 %      | 33,7 %       | 10,9 %       | 5,8 %        | 2,9 %        | 1,4 %  | 45,3 %  | 50,4 %                   | 5,1 %                         |               |      |
| Juni 2010  | 34,0 %     | 6,7 %      | 3,8 %      | 3,6 %      | 30,4 %       | 11,0 %       | 5,3 %        | 3,5 %        | 1,7 %  | 40,7 %  | 46,7 %                   | 6,0 %                         |               |      |
| Juli 2010  | 33,3 %     | 6,6 %      | 4,7 %      | 4,0 %      | 29,2 %       | 10,5 %       | 5,0 %        | 4,0 %        | 2,7 %  | 48,6 %  | 44,7 %                   | 3,9 %                         |               |      |
| Valet 2010 | 30,06 %    | 7,06 %     | 6,56 %     | 5,60 %     | 30,66 %      | 7,34 %       | 5,60 %       | 5,70 %       | 1,43 % | 49,28 % | 43,60 %                  | +5,68 %                       | [ 3 ]         |      |

Källor: , , , 

### Synovate
| Period         | Regeringen | Regeringen | Regeringen | Regeringen | Oppositionen | Oppositionen | Oppositionen | Oppositionen | Övriga |         | Alliansen (M, FP, C, KD) | Rödgröna partierna (S, MP, V) | Blockskillnad | Ref. |
| Period         | M          | FP         | C          | KD         | S            | MP           | V            | SD           | Övriga |         | Alliansen (M, FP, C, KD) | Rödgröna partierna (S, MP, V) | Blockskillnad | Ref. |
| Period         |            |            |            |            |              |              |              |              | Övriga |         |                          |                               | Blockskillnad | Ref. |
| Valet 2006     | 26,2 %     | 7,5 %      | 7,9 %      | 6,6 %      | 35,0 %       | 5,2 %        | 5,9 %        | 2,9 %        | 2,8 %  | 48,2 %  | 46,1 %                   | 2,1 %                         | [ 2 ]         |      |
| Oktober 2006   | 26,9 %     | 7,1 %      | 7,1 %      | 5,7 %      | 37,0 %       | 5,7 %        | 5,9 %        | 2,5 %        | 2,2 %  | 46,8 %  | 48,6 %                   | 1,8 %                         |               |      |
| November 2006  | 25,2 %     | 6,8 %      | 7,4 %      | 5,6 %      | 39,9 %       | 5,3 %        | 5,7 %        | 2,6 %        | 1,4 %  | 45 %    | 50,9 %                   | 5,9 %                         |               |      |
| December 2006  | 26,4 %     | 6,1 %      | 6,7 %      | 5,1 %      | 40,8 %       | 5,3 %        | 5,8 %        | 2,2 %        | 1,5 %  | 44,3 %  | 51,9 %                   | 7,6 %                         |               |      |
| Januari 2007   | 26,3 %     | 6,4 %      | 6,9 %      | 4,8 %      | 41,0 %       | 5,2 %        | 5,6 %        | 2,4 %        | 1,3 %  | 44,4 %  | 51,8 %                   | 7,4 %                         |               |      |
| Februari 2007  | 25,2 %     | 5,6 %      | 6,8 %      | 5,2 %      | 41,4 %       | 6,7 %        | 5,0 %        | 2,5 %        | 1,6 %  | 42,8 %  | 53,1 %                   | 10,3 %                        |               |      |
| Mars 2007      | 25,3 %     | 6,1 %      | 6,7 %      | 4,1 %      | 42,5 %       | 5,8 %        | 5,9 %        | 2,3 %        | 1,3 %  | 42,2 %  | 54,2 %                   | 12,0 %                        |               |      |
| April 2007     | 24,1 %     | 4,9 %      | 6,4 %      | 4,3 %      | 46,3 %       | 5,4 %        | 4,7 %        | 2,6 %        | 1,3 %  | 39,7 %  | 56,4 %                   | 16,7 %                        |               |      |
| Maj 2007       | 23,8 %     | 5,2 %      | 7,5 %      | 4,4 %      | 45,0 %       | 5,8 %        | 4,4 %        | 2,7 %        | 1,3 %  | 40,9 %  | 55,2 %                   | 14,3 %                        |               |      |
| Juni 2007      | 24,8 %     | 6,0 %      | 6,7 %      | 4,8 %      | 41,9 %       | 5,6 %        | 5,9 %        | 3,0 %        | 1,2 %  | 42,3 %  | 53,4 %                   | 11,1 %                        |               |      |
| Augusti 2007   | 25,3 %     | 6,2 %      | 5,9 %      | 4,9 %      | 41,6 %       | 6,1 %        | 5,6 %        | 3,3 %        | 1,0 %  | 42,3 %  | 53,3 %                   | 11,0 %                        |               |      |
| September 2007 | 23,8 %     | 6,8 %      | 5,7 %      | 3,9 %      | 44,6 %       | 5,6 %        | 5,8 %        | 2,3 %        | 1,5 %  | 40,2 %  | 56,0 %                   | 15,8 %                        |               |      |
| Oktober 2007   | 23,4 %     | 6,7 %      | 6,1 %      | 4,0 %      | 44,3 %       | 5,3 %        | 5,6 %        | 3,2 %        | 1,4 %  | 40,2 %  | 55,2 %                   | 15,0 %                        |               |      |
| November 2007  | 23,1 %     | 7,2 %      | 5,5 %      | 4,7 %      | 43,7 %       | 6,8 %        | 5,1 %        | 2,3 %        | 1,6 %  | 40,5 %  | 55,6 %                   | 15,1 %                        |               |      |
| December 2007  | 21,6 %     | 6,6 %      | 6,0 %      | 4,4 %      | 46,2 %       | 6,0 %        | 5,0 %        | 2,8 %        | 1,2 %  | 38,6 %  | 57,2 %                   | 18,6 %                        |               |      |
| Januari 2008   | 21,8 %     | 6,6 %      | 6,5 %      | 4,2 %      | 46,7 %       | 5,6 %        | 4,8 %        | 2,9 %        | 1,0 %  | 39,1 %  | 57,1 %                   | 18,0 %                        |               |      |
| Februari 2008  | 21,7 %     | 6,9 %      | 5,9 %      | 3,4 %      | 46,8 %       | 6,0 %        | 5,6 %        | 2,1 %        | 1,5 %  | 37,9 %  | 58,4 %                   | 20,5 %                        |               |      |
| Mars 2008      | 22,6 %     | 7,8 %      | 6,8 %      | 3,0 %      | 43,7 %       | 6,4 %        | 5,1 %        | 3,0 %        | 1,5 %  | 40,2 %  | 55,2 %                   | 15,0 %                        |               |      |
| April 2008     | 24,5 %     | 6,8 %      | 6,3 %      | 4,0 %      | 42,5 %       | 6,2 %        | 6,1 %        | 2,0 %        | 1,5 %  | 41,6 %  | 54,8 %                   | 13,2 %                        |               |      |
| Maj 2008       | 22,0 %     | 7,8 %      | 5,8 %      | 4,7 %      | 44,8 %       | 5,6 %        | 6,0 %        | 2,9 %        | 0,5 %  | 40,3 %  | 56,4 %                   | 16,1 %                        |               |      |
| Juni 2008      | 21,9 %     | 6,8 %      | 6,5 %      | 4,2 %      | 44,1 %       | 6,3 %        | 5,6 %        | 2,9 %        | 1,8 %  | 39,4 %  | 56,0 %                   | 16,6 %                        |               |      |
| Augusti 2008   | 22,4 %     | 6,4 %      | 6,2 %      | 4,4 %      | 43,9 %       | 5,6 %        | 6,2 %        | 3,9 %        | 0,9 %  | 39,4 %  | 55,7 %                   | 16,3 %                        |               |      |
| September 2008 | 22,4 %     | 6,8 %      | 6,2 %      | 3,3 %      | 45,4 %       | 5,8 %        | 5,3 %        | 3,3 %        | 1,5 %  | 38,7 %  | 56,5 %                   | 17,8 %                        |               |      |
| Oktober 2008   | 21,6 %     | 6,5 %      | 6,1 %      | 3,7 %      | 45,7 %       | 6,2 %        | 5,1 %        | 3,8 %        | 1,2 %  | 37,9 %  | 57,0 %                   | 19,1 %                        |               |      |
| 6 nov 2008     | 26,1 %     | 7,3 %      | 5,6 %      | 3,3 %      | 39,5 %       | 7,3 %        | 7,4 %        | 2,3 %        | 1,2 %  | 42,3 %  | 54,2 %                   | 11,9 %                        |               |      |
| 30 nov 2008    | 25,2 %     | 5,5 %      | 5,7 %      | 4,4 %      | 42,3 %       | 6,5 %        | 5,3 %        | 3,6 %        | 1,5 %  | 40,8 %  | 54,1 %                   | 13,3 %                        |               |      |
| December 2008  | 26,7 %     | 6,5 %      | 5,9 %      | 4,5 %      | 40,0 %       | 5,6 %        | 7,2 %        | 2,6 %        | 0,9 %  | 43,6 %  | 52,8 %                   | 9,2 %                         |               |      |
| Januari 2009   | 26,8 %     | 5,9 %      | 6,0 %      | 4,1 %      | 40,1 %       | 6,0 %        | 6,0 %        | 3,7 %        | 1,3 %  | 42,8 %  | 52,1 %                   | 9,3 %                         |               |      |
| Februari 2009  | 28,8 %     | 7,1 %      | 5,2 %      | 4,9 %      | 38,1 %       | 6,3 %        | 5,6 %        | 2,9 %        | 1,0 %  | 46,0 %  | 50,0 %                   | 4,0 %                         |               |      |
| Mars 2009      | 29,3 %     | 6,8 %      | 5,7 %      | 4,2 %      | 37,5 %       | 5,1 %        | 7,0 %        | 3,3 %        | 1,1 %  | 46,0 %  | 49,6 %                   | 3,6 %                         |               |      |
| April 2009     | 32,1 %     | 5,6 %      | 5,7 %      | 3,8 %      | 33,5 %       | 6,4 %        | 7,3 %        | 3,6 %        | 2,1 %  | 47,2 %  | 47,2 %                   | 0,0 %                         |               |      |
| Maj 2009       | 29,3 %     | 6,8 %      | 6,1 %      | 4,5 %      | 33,7 %       | 6,5 %        | 7,0 %        | 3,6 %        | 2,6 %  | 46,7 %  | 47,2 %                   | 0,5 %                         |               |      |
| Juni 2009      | 28,1 %     | 7,8 %      | 5,4 %      | 4,0 %      | 34,0 %       | 8,0 %        | 5,4 %        | 3,3 %        | 4,1 %  | 45,3 %  | 47,4 %                   | 2,1 %                         |               |      |
| Augusti 2009   | 26,7 %     | 8,4 %      | 5,5 %      | 4,4 %      | 36,3 %       | 8,1 %        | 5,3 %        | 3,2 %        | 2,1 %  | 45,0 %  | 49,7 %                   | 4,7 %                         |               |      |
| September 2009 | 29,8 %     | 6,0 %      | 5,1 %      | 4,2 %      | 34,0 %       | 8,0 %        | 6,8 %        | 3,7 %        | 2,3 %  | 45,1 %  | 48,8 %                   | 3,7 %                         |               |      |
| Oktober 2009   | 29,0 %     | 7,8 %      | 5,0 %      | 4,7 %      | 34,6 %       | 7,8 %        | 4,8 %        | 3,9 %        | 2,4 %  | 46,5 %  | 47,2 %                   | 0,7 %                         |               |      |
| November 2009  | 30,2 %     | 6,2 %      | 4,9 %      | 4,1 %      | 35,0 %       | 9,1 %        | 4,6 %        | 4,7 %        | 1,2 %  | 45,4 %  | 48,7 %                   | 3,3 %                         |               |      |
| December 2009  | 26,7 %     | 6,7 %      | 4,9 %      | 4,7 %      | 34,3 %       | 9,8 %        | 5,3 %        | 5,3 %        | 2,4 %  | 43,0 %  | 49,4 %                   | 6,4 %                         |               |      |
| Januari 2010   | 29,3 %     | 7,3 %      | 4,8 %      | 4,4 %      | 34,9 %       | 9,1 %        | 4,6 %        | 4,1 %        | 1,4 %  | 45,8 %  | 48,6 %                   | 2,8 %                         |               |      |
| Februari 2010  | 27,7 %     | 6,3 %      | 4,9 %      | 4,1 %      | 35,2 %       | 9,7 %        | 4,8 %        | 5,6 %        | 1,8 %  | 43,0 %  | 49,7 %                   | 6,7 %                         |               |      |
| Mars 2010      | 27,5 %     | 7,2 %      | 5,1 %      | 4,6 %      | 33,7 %       | 10,2 %       | 5,2 %        | 3,6 %        | 2,8 %  | 44,4 %  | 49,1 %                   | 4,7 %                         |               |      |
| April 2010     | 28,8 %     | 5,9 %      | 4,6 %      | 3,8 %      | 35,1 %       | 10,6 %       | 5,6 %        | 4,0 %        | 1,7 %  | 43,1 %  | 51,3 %                   | 8,2 %                         |               |      |
| Maj 2010       | 31,8 %     | 7,2 %      | 4,7 %      | 4,6 %      | 32,5 %       | 8,8 %        | 5,2 %        | 3,4 %        | 1,8 %  | 48,3 %  | 46,5 %                   | 1,8 %                         |               |      |
| Juni 2010      | 33,1 %     | 6,6 %      | 4,8 %      | 4,6 %      | 30,0 %       | 9,3 %        | 5,2 %        | 4,6 %        | 1,8 %  | 49,1 %  | 44,5 %                   | 4,6 %                         |               |      |
| 18 aug 2010    | 29,3 %     | 7,4 %      | 5,1 %      | 5,9 %      | 31,3 %       | 10,8 %       | 4,4 %        | 3,6 %        | 2,1 %  | 47,8 %  | 46,6 %                   | 1,2 %                         |               |      |
| 25 aug 2010    | 30,9 %     | 6,7 %      | 5,4 %      | 5,7 %      | 29,2 %       | 9,7 %        | 6,1 %        | 3,4 %        | 2,9 %  | 48,7 %  | 46,0 %                   | 3,7 %                         |               |      |
| Valet 2010     | 30,06 %    | 7,06 %     | 6,56 %     | 5,60 %     | 30,66 %      | 7,34 %       | 5,60 %       | 5,70 %       | 1,43 % | 49,28 % | 43,60 %                  | +5,68 %                       | [ 3 ]         |      |

Källor: , , , 

### United Minds
| Period           | Regeringen | Regeringen | Regeringen | Regeringen | Oppositionen | Oppositionen | Oppositionen | Oppositionen | Övriga | Övriga |         | Alliansen (M, FP, C, KD) | Rödgröna partierna (S, MP, V) | Blockskillnad | Ref. |
| Period           | M          | FP         | C          | KD         | S            | MP           | V            | SD           | PP     | Övriga |         | Alliansen (M, FP, C, KD) | Rödgröna partierna (S, MP, V) | Blockskillnad | Ref. |
| Period           |            |            |            |            |              |              |              |              |        | Övriga |         |                          |                               | Blockskillnad | Ref. |
| Valet 2006       | 26,2 %     | 7,5 %      | 7,9 %      | 6,6 %      | 35,0 %       | 5,2 %        | 5,9 %        | 2,9 %        | 0,63 % | 2,07 % | 48,2 %  | 46,1 %                   | 2,1 %                         | [ 2 ]         |      |
| April 2009       | 29,1 %     | 7,0 %      | 5,8 %      | 4,8 %      | 30,1 %       | 6,7 %        | 8,5 %        | 4,8 %        | 2,9 %  | 1,9 %  | 46,7 %  | 45,3 %                   | 1,4 %                         |               |      |
| Maj 2009         | 28,0 %     | 6,7 %      | 5,3 %      | 4,8 %      | 31,1 %       | 9,0 %        | 6,7 %        | 4,6 %        | 3,0 %  | 1,6 %  | 44,8 %  | 46,7 %                   | 1,9 %                         |               |      |
| Juni 2009        | 24,0 %     | 7,6 %      | 5,5 %      | 3,8 %      | 32,0 %       | 10,5 %       | 5,7 %        | 4,7 %        | 3,9 %  | 2,1 %  | 40,9 %  | 48,2 %                   | 7,3 %                         |               |      |
| Juli 2009        | 26,8 %     | 6,5 %      | 4,5 %      | 4,0 %      | 31,4 %       | 10,0 %       | 6,7 %        | 4,1 %        | 4,2 %  | 1,8 %  | 41,8 %  | 48,1 %                   | 6,3 %                         |               |      |
| Augusti 2009     | 26,3 %     | 7,6 %      | 4,6 %      | 3,6 %      | 29,5 %       | 9,8 %        | 7,4 %        | 5,6 %        | 2,9 %  | 2,6 %  | 42,1 %  | 46,8 %                   | 4,7 %                         |               |      |
| September 2009   | 25,3 %     | 7,0 %      | 5,0 %      | 4,6 %      | 31,6 %       | 8,7 %        | 6,4 %        | 5,3 %        | 3,1 %  | 3,0 %  | 41,9 %  | 46,7 %                   | 4,8 %                         |               |      |
| Oktober 2009 (1) | 25,3 %     | 7,9 %      | 6,3 %      | 4,5 %      | 32,6 %       | 7,9 %        | 6,1 %        | 5,6 %        | 2,3 %  | 1,5 %  | 44,1 %  | 46,6 %                   | 2,5 %                         |               |      |
| Oktober 2009 (2) | 26,6 %     | 5,9 %      | 4,6 %      | 4,2 %      | 33,7 %       | 8,6 %        | 5,7 %        | 6,0 %        | 2,1 %  | 1,0 %  | 41,4 %  | 48,0 %                   | 6,6 %                         |               |      |
| Januari 2010     | 23,1 %     | 6,8 %      | 4,0 %      | 5,5 %      | 30,1 %       | 13,5 %       | 6,7 %        | 6,0 %        | 2,2 %  | 2,1 %  | 39,4 %  | 50,3 %                   | 10,9 %                        |               |      |
| Februari 2010    | 26,4 %     | 6,0 %      | 3,9 %      | 5,2 %      | 30,8 %       | 13,1 %       | 6,4 %        | 5,4 %        | 1,9 %  | 0,9 %  | 41,7 %  | 50,3 %                   | 8,6 %                         |               |      |
| Mars 2010        | 27,3 %     | 7,1 %      | 4,6 %      | 5,6 %      | 30,6 %       | 10,8 %       | 5,8 %        | 5,5 %        | 2,0 %  | 0,7 %  | 44,6 %  | 47,2 %                   | 2,6 %                         |               |      |
| April 2010       | 27,1 %     | 6,6 %      | 5,4 %      | 5,2 %      | 30,5 %       | 11,7 %       | 6,4 %        | 4,2 %        | *      | 2,9 %  | 44,3 %  | 48,6 %                   | 4,3 %                         |               |      |
| Maj 2010         | 29,8 %     | 5,7 %      | 4,9 %      | 4,7 %      | 31,0 %       | 10,0 %       | 6,5 %        | 5,5 %        | *      | 2,0 %  | 45,0 %  | 47,5 %                   | 2,5 %                         |               |      |
| Juni 2010        | 29,9 %     | 6,8 %      | 4,8 %      | 4,9 %      | 28,8 %       | 10,3 %       | 6,6 %        | 5,6 %        | *      | 2,5 %  | 46,4 %  | 45,5 %                   | 0,9 %                         |               |      |
| Juli 2010        | 29,3 %     | 6,9 %      | 4,2 %      | 5,5 %      | 30,2 %       | 9,0 %        | 5,8 %        | 6,5 %        | *      | 2,5 %  | 45,9 %  | 45,0 %                   | 0,9 %                         |               |      |
| Augusti 2010     | 28,1 %     | 6,7 %      | 5,4 %      | 4,5 %      | 29,6 %       | 9,7 %        | 6,1 %        | 6,5 %        | *      | 3,5 %  | 44,7 %  | 45,4 %                   | 0,7 %                         |               |      |
| Valet 2010       | 30,06 %    | 7,06 %     | 6,56 %     | 5,60 %     | 30,66 %      | 7,34 %       | 5,60 %       | 5,70 %       | 1,43 % | 1,43 % | 49,28 % | 43,60 %                  | +5,68 %                       | [ 3 ]         |      |

Källor: , , 

* Uppgift saknas

### SVT Valu
| Period     | Regeringen | Regeringen | Regeringen | Regeringen | Oppositionen | Oppositionen | Oppositionen | Oppositionen | Övriga |         | Alliansen (M, FP, C, KD) | Rödgröna partierna (S, MP, V) | Blockskillnad | Ref. |
| Period     | M          | FP         | C          | KD         | S            | MP           | V            | SD           | Övriga |         | Alliansen (M, FP, C, KD) | Rödgröna partierna (S, MP, V) | Blockskillnad | Ref. |
| Period     |            |            |            |            |              |              |              |              | Övriga |         |                          |                               | Blockskillnad | Ref. |
| Valet 2006 | 26,2 %     | 7,5 %      | 7,9 %      | 6,6 %      | 35,0 %       | 5,2 %        | 5,9 %        | 2,9 %        | 2,8 %  | 48,2 %  | 46,1 %                   | 2,1 %                         | [ 2 ]         |      |
| Valu 2010  | 29,1 %     | 7,2 %      | 7,1 %      | 5,7 %      | 30,0 %       | 9,0 %        | 6,1 %        | 4,6 %        | 1,2 %  | 49,1 %  | 45,1 %                   | 4 %                           | [ 8 ]         |      |
| Valet 2010 | 30,06 %    | 7,06 %     | 6,56 %     | 5,60 %     | 30,66 %      | 7,34 %       | 5,60 %       | 5,70 %       | 1,43 % | 49,28 % | 43,60 %                  | +5,68 %                       | [ 3 ]         |      |